# 松橋慶季
松橋 慶季（まつはし よしき、旧名：義喜（よしき）、秀康（ひでやす）、1934年1月10日 - 2015年2月22日）は、長野県長野市出身のプロ野球選手（捕手）、プロ野球審判員。

## 来歴・人物
長野県長野北高等学校では2年生の時、捕手として1950年夏の甲子園予選信越大会決勝に進むが、松商学園に敗退し甲子園出場を逸する。松商学園の控え捕手は吉沢岳男であった。同年の秋季北信越大会では優勝を飾るが、翌年春の選抜の出場校には選出されなかった。高校同期に三塁手の町田行彦、1年下に控え捕手の山岸静馬がいた。
1952年に阪急ブレーブスに入団するが、翌1953年に国鉄スワローズに移籍。阪急から国鉄に移籍したのは、郷里に母を一人残した中、長野県から遠い西宮市でプレーするのを好まなかったからである。1954年シーズン後半には佐竹一雄に代って28試合に先発マスクを被るが、打撃面で振るわず、その後は出場機会に恵まれなかった。1956年限りで現役を引退。国鉄時代は、大エース金田正一と同学年バッテリーを組んでいたこともあり、公私ともによく面倒を見てもらっていた。
引退後、セントラル・リーグ審判員に転身。セ・リーグ袖番号は26（1988年のみ。なお、この番号は事実上の永久欠番となっている）。
1965年に31歳にして日本シリーズ出場を果たし、1974年は長嶋茂雄の引退試合、1976年は日本シリーズ第7戦、1977年8月31日に後楽園球場で王貞治が世界タイ記録となる通算755号本塁打を達成した巨人-大洋戦で球審を務めるなど着実にキャリアを積み重ねたが、1988年に一塁塁審を務めていた時にミスジャッジを犯してしまい、審判員としての限界を感じたため、定年まで1年を残して引退。同年は長嶋茂雄の息子長嶋一茂の公式戦初試合でも球審を務めていた。
通算試合出場数は3164、オールスターゲーム出場8回、日本シリーズ出場8回。1986年のオールスターゲーム第2戦（7月20日に大阪スタヂアムで開催））で阪神の川藤幸三がレフトオーバーの打球に鈍足を飛ばすもあえなくタッチアウトとなった場面で、二塁塁審として、笑みを浮かべながらアウトのコールをしていた。
大きなお腹、まん丸な顔に大きな目がトレードマークで、「目玉のまっちゃん」の愛称で選手からも親しまれた。審判員を引退後は少年野球教室などで活躍。趣味が「ゲテモノ・グルメ」という変わりものであり、グラウンド外では審判員の三浦真一郎とよくつるんで悪さをしていた。元審判部長の岡田功や三浦とは近所住まいだったこともあり、三人でよく一緒にゴルフに行く仲だったという。
ストライクコールが独特であり、高々と手を上げて手を回す仕草が特徴であった。後年、インサイドプロテクターに変更してからは、右打者の時は右手、左打者の時は左手でジャッジするという凝りようだった。
2015年2月22日午前6時32分、敗血症のため長野市の病院で死去。81歳没。

## 詳細情報

### 年度別打撃成績
| 年 度     | 球 団     | 試 合 | 打 席 | 打 数 | 得 点 | 安 打 | 二 塁 打 | 三 塁 打 | 本 塁 打 | 塁 打 | 打 点 | 盗 塁 | 盗 塁 死 | 犠 打 | 犠 飛 | 四 球 | 敬 遠 | 死 球 | 三 振 | 併 殺 打 | 打 率 | 出 塁 率 | 長 打 率 | O P S |
| --------- | --------- | ----- | ----- | ----- | ----- | ----- | -------- | -------- | -------- | ----- | ----- | ----- | -------- | ----- | ----- | ----- | ----- | ----- | ----- | -------- | ----- | -------- | -------- | ----- |
| 1952      | 阪急      | 8     | 12    | 11    | 1     | 2     | 0        | 0        | 0        | 2     | 1     | 0     | 0        | 0     | --    | 1     | --    | 0     | 0     | 0        | .182  | .250     | .182     | .432  |
| 1954      | 国鉄      | 32    | 90    | 83    | 6     | 15    | 2        | 0        | 0        | 17    | 4     | 0     | 0        | 6     | 0     | 1     | --    | 0     | 19    | 1        | .181  | .190     | .205     | .395  |
| 1955      | 国鉄      | 1     | 0     | 0     | 0     | 0     | 0        | 0        | 0        | 0     | 0     | 0     | 0        | 0     | 0     | 0     | 0     | 0     | 0     | 0        | ----  | ----     | ----     | ----  |
| 通算：3年 | 通算：3年 | 41    | 102   | 94    | 7     | 17    | 2        | 0        | 0        | 19    | 5     | 0     | 0        | 6     | 0     | 2     | 0     | 0     | 19    | 1        | .181  | .198     | .202     | .400  |

### 背番号
- 2 （1952年）
- 45 （1953年 - 1954年）
- 23 （1955年 - 1956年）

## 関連情報

### 著書
- 「プロ野球 審判の大逆襲」（1990年、アイペック）ISBN 9784870470880